# IJzeren Kind
Het IJzeren Kind, genoemd naar de baggermachine die het groef, is een klein meer in 's-Hertogenbosch, in de Nederlandse provincie Noord-Brabant. Het maakt deel uit van wat ook de IJzeren familie rond 's-Hertogenbosch wordt genoemd. Het meer ligt aan de rand van Hintham. Het IJzeren Kind is een zandafgraving en dus geen natuurlijk meer. Het zand dat hier werd afgegraven is gebruikt om de wijk Hintham Zuid te bouwen. In het gat van 200 m breed dat achterbleef staat het grondwater. De oppervlakte van het meer is ongeveer 0,03 km².
De andere leden van de Bossche IJzeren familie zijn: IJzeren Man, IJzeren Vrouw en IJzeren Bos .